# Lily Lück
Lily Chi Lück (* 2. März 2000 in Köln) ist eine deutsche Schauspielerin.

## Leben
Lily Lück wuchs gemeinsam mit einem jüngeren Bruder (* 2006) in Köln auf. Ihr Vater ist der Moderator und Comedian Ingolf Lück.
Von 2019 bis 2022 absolvierte Lück eine Schauspielausbildung an der Schauspielschule Zerboni. Danach stand sie in mehreren Theaterstücken auf der Bühne, so unter anderem in Die Räuber am Theater Wasserburg. Als Schauspielerin vor der Kamera wirkte sie in mehreren Folgen von Aktenzeichen XY … ungelöst mit. Von 2023 bis 2024 (Folge 4171 bis 4206) spielte sie in der ARD-Telenovela Sturm der Liebe die Rolle der Zoe de Lavalle.
Lück lebt in München und Berlin. Neben Deutsch spricht sie auch Englisch und Spanisch.

## Filmografie
- 2020: Aktenzeichen XY … ungelöst (Fernsehreihe, mehrere Folgen)
- 2021: The Drag and Us (Fernsehserie, eine Folge)
- 2023–2024: Sturm der Liebe (Fernsehserie)